# Kincardine (Ontario)
Pour les articles homonymes, voir Kincardine.

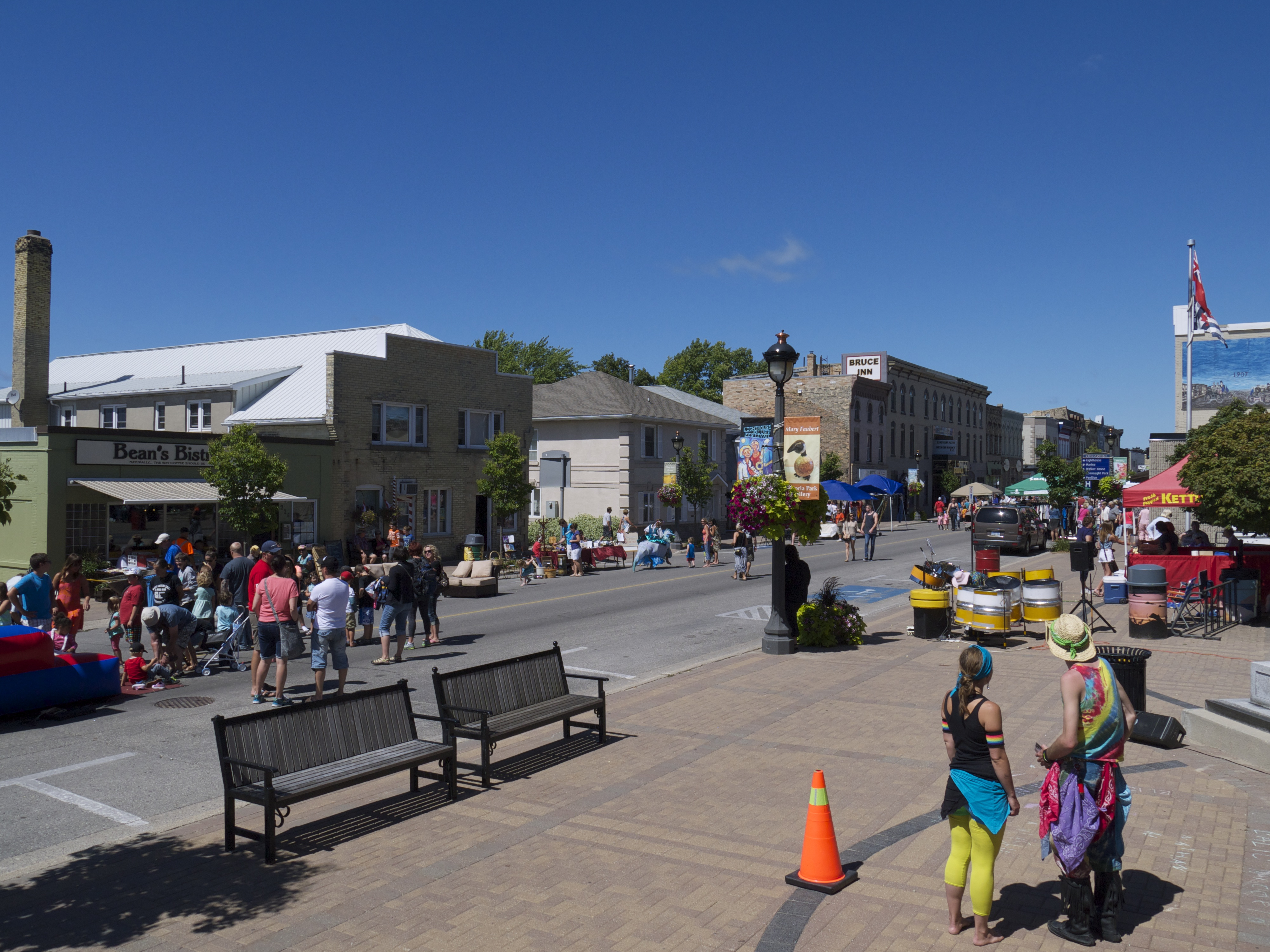
Queen Street à Kincardine

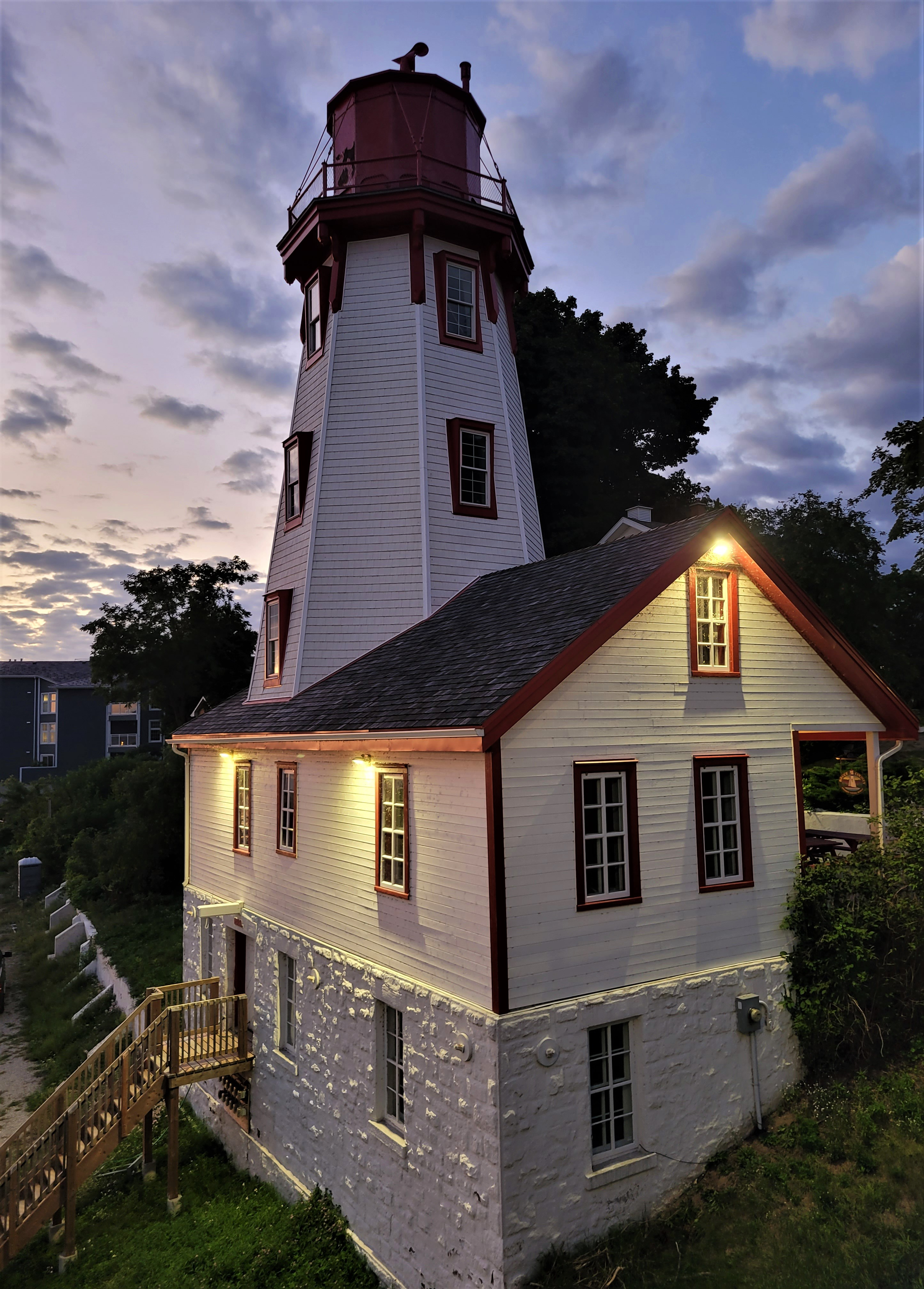
Phare de Kincardine

Kincardine est une municipalité de l'Ontario au Canada, située au bord du lac Huron dans le Comté de Bruce.
L'économie est dominée par l'exploitation de la centrale nucléaire de Bruce situé à quelques kilomètres au nord de la ville.

## Démographie
| 2001   | 2006   | 2011   | 2016   |
| ------ | ------ | ------ | ------ |
| 11 029 | 11 173 | 11 174 | 11 389 |